# Luigi di Savoia Duca degli Abruzzi (cruzador)
O Luigi di Savoia Duca degli Abruzzi foi um cruzador rápido operado pela Marinha Real e Marinha Militar Italiana e a décima primeira embarcação da Classe Condottieri. Sua construção começou em dezembro de 1933 na O.T.O. Cantieri La Spezia e foi lançado ao mar em abril de 1936, sendo comissionado na frota italiana em dezembro do ano seguinte. Era armado com uma bateria principal de dez canhões de 152 milímetros em torres de artilharia duplas e triplas, tinha um deslocamento de mais de onze mil toneladas e conseguia alcançar uma velocidade máxima de 34 nós.
O cruzador participou da intervenção italiana na Guerra Civil Espanhola em 1938, pouco depois de entrar em serviço. Na Segunda Guerra Mundial, o navio participou da Batalha da Calábria em julho de 1940 e da Batalha do Cabo Matapão em março de 1941, além de diversas operações de escolta de comboios para o Norte da África e interceptação de forças britânicas pelo Mar Mediterrâneo. Ele foi torpedeado em novembro de 1941 e seriamente danificado e só retornou ao serviço apenas no meio do ano seguinte. Entretanto, pouco fez depois disso por escassez de combustível.
A Itália se rendeu em setembro de 1943 e o Duca degli Abruzzi foi transferido para o Oceano Atlântico, atuando na procura de possíveis navios alemães na área durante cinco patrulhas entre novembro de 1943 e fevereiro de 1944. O cruzador retornou em seguida para a Itália e serviu como navio de transporte e de treinamento pelo restante do conflito. No pós-guerra, a embarcação continuou operando com a Marinha Militar, passando por uma grande modernização entre 1951 e 1953. Ele foi tirado de serviço em janeiro de 1961 e depois enviado para desmontagem.